# 阿爾泰馬 (斯塔尼察-盧漢斯卡區)
48°47′34″N 39°18′30″E / 48.79278°N 39.30833°E
柳博米里夫卡（羅馬化：Liubomyrivka），2024年9月前名为阿爾泰馬（羅馬化：Artema，羅馬化：Artyoma），是烏克蘭東部盧甘斯克州夏斯佳區下泰普萊市鎮的村莊，事實上由俄羅斯聯邦武裝力量控制，俄區劃為盧甘斯克人民共和國斯塔尼察-盧漢斯卡區。該村始建於1930年，面積1.75平方公里，海拔高度43米，2001年人口734，人口密度每平方公里419.4人。
2024年9月19日，乌克兰最高拉达将此村的名字改为柳博米里夫卡，唯俄方占領當局仍使用舊名阿爾泰馬。